# 南出大伸
南出 大伸（みなみで たいしん、1996年4月13日 - ）は、日本のマラソンスイミング選手。2020年東京オリンピック及び2024年パリオリンピックに出場した。
和歌山県海南市出身。巽小学校、巽中学校、海南高校、日本体育大学卒業。木下グループ所属。

## 競技成績
- 2020年東京オリンピック - 10km 13位
- 2022年アジア競技大会 - 10km 4位
- 2024年パリオリンピック - 10km 15位